# Frogmore Cottage

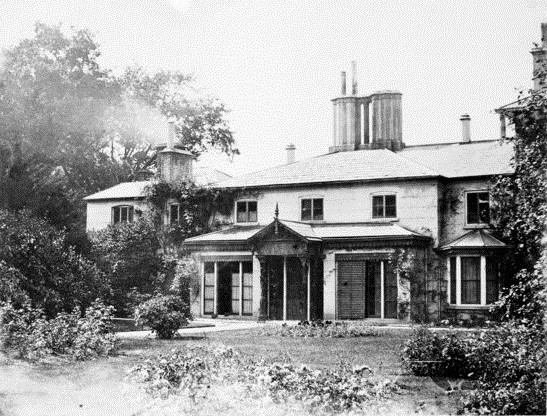
Frogmore Cottage, 1872

Frogmore Cottage ist ein historisches Gebäude auf dem Gelände von Frogmore House im Park von Windsor Castle. Das Gebäude gehört zum Crown Estate und war von 2019 bis 2023 die offizielle Residenz von Prinz Harry und seiner Frau Meghan in England. Diese leben seit Frühjahr 2020 in Los Angeles.

## Geschichte
Das Cottage wurde ursprünglich Double Garden Cottage genannt und wurde 1801 auf Anweisung Königin Charlottes für 450 £ von einem Mr. Bowen gebaut. Am 28. Juni 1875 frühstückte Königin Victoria dort und erwähnte eine ungeheure Zahl an kleinen Fröschen. Aufgrund der Froschpopulation in den umliegenden Gärten erhielt das Gebäude auch seinen Namen „Frogmore“. Seit 1975 steht das Cottage auf der National Heritage List of England.

### Bewohner
Das Gebäude diente zunächst als Rückzugsort für Königin Charlotte und ihre unverheirateten Töchter. In den 1840er Jahren wohnte der Theologe Henry James Sr. (1811–1882) mit seiner Familie in Frogmore Cottage. 1893 bezog ein Sekretär Königin Victorias, Abdul Karim, mit seiner Frau und seinem Vater das Gebäude. 1925 bis 1936 wohnte auf Vermittlung von Sir Peter Bark die im Exil lebende russische Großfürstin Xenija Alexandrowna Romanowa im Frogmore Cottage.
Zu Beginn des 21. Jahrhunderts wurde das Cottage von Arbeitern des Windsor-Anwesens bewohnt.
Im Jahr 2019 wurde das Haus für 2,4 Millionen Pfund saniert und umgebaut, um wieder als Einfamilienhaus mit vier Schlafzimmern und Kinderzimmern zu dienen.
Möbel und Innenausstattung wurden von den neuen Bewohnern, Prinz Harry und seiner Ehefrau Meghan, selbst bezahlt. Die Sanierungskosten wurden aus dem Sovereign Grant, d. h. letztlich durch die britischen Steuerzahler bezahlt. 
Frogmore Cottage hätte als Eigentum der Krone und als kulturelles Denkmal in jedem Fall saniert werden müssen, unabhängig von den Bewohnern.
Harry und Meghan zogen im Frühjahr 2019 vor der Geburt ihres ersten Kindes, Archie Mountbatten-Windsor, vom Nottingham Cottage in Kensington ins Frogmore Cottage.
Am 18. Januar teilten Queen Elisabeth II. und der Buckingham Palace in Statements mit, dass Harry und Meghan ab Frühling 2020 auf die Nutzung des Prädikatstitels „Königliche Hoheit“ freiwillig verzichten werden und dass sie die Sanierungs- und Umbaukosten in Höhe von 2,4 Millionen Pfund zurückzahlen. Im November 2020 wurde bekannt, dass nun Prinzessin Eugenie und ihr Ehemann in Frogmore Cottage vorübergehend eingezogen waren. Frogmore Cottage blieb aber weiterhin die offizielle Residenz von Harry und Megan im Vereinigten Königreich. Im Mai 2022 zogen Prinzessin Eugenie und ihr Ehemann wieder aus.
Nachdem Prinz Harry im Januar 2023 seine kontroverse Autobiografie veröffentlicht hatte, wurde dem Paar auf Veranlassung der britischen Königsfamilie die Abholung ihrer dortigen Habe nahegelegt. 
Frogmore Cottage wurde Prinz Andrew als Wohnsitz offeriert. Dieser hatte bisher in der nahegelegenen Royal Lodge, einem 31-Zimmer-Anwesen, residiert. Laut Presseberichten hatte König Charles ihm die jährliche Apanage gekürzt, so dass er möglicherweise nicht mehr die Unterhaltskosten für dieses Anwesen bestreiten konnte.